# Alessandro Casella
Alessandro Casella (Carona, 1596 – 1657) è stato uno scultore e stuccatore svizzero-italiano.

## Biografia
Fu uno stuccatore svizzero caronese, appartenente al ramo dei Casella detti dei "del Pozzo". Come artista della Torino sabauda, ebbe il merito di introdurre in Piemonte una decorazione iperrealistica e a tratti spregiudicata. Lavorò al castello del Valentino nella decorazione delle sale affrescate da Isidoro Bianchi e dai fratelli Recchi di Como, dove riempì di stucchi il piano nobile a partire dalla Stanza Verde a quella dei Gigli.
Casella morì tra il 1656/57 lasciando un patrimonio culturale agli stuccatori dell'area lombardo ticinese, come ad esempio Giovanni Battista Barberini di Laino o Bernardino Quadri di Serocca d'Agno.